# Palazzo Nepoti
Palazzo Paracciani Nepoti, conhecido apenas como Palazzo Nepoti, era um palácio que ficava localizado na antiga Piazza Venezia, no rione Pigna de Roma, antes das obras de reurbanização no local no início do século XX. Durante as obras, ele foi demolido juntamente com o Palazzo Bolognetti-Torlonia e o Palazzetto Venezia para permitir o alargamento da praça, que marca o início da Via del Corso. Em parte do terreno, mais recuado e numa posição simétrica à do Palazzo Venezia, foi construído o Palazzo delle Assicurazioni Generali.